# 乙子狭姫
乙子狭姫（おとごさひめ）は島根県石見地方の伝説に登場する女神。単に狭姫とも。母神は古事記に登場するオオゲツヒメ。

## あらすじ
太古の昔、赤雁に乗って穀物の種を伝えた狭姫という女神がいた。狭姫の母神はオオゲツヒメといい、身体のどこからでも食物を出すことができた。あるとき、心の良くない神がオオゲツヒメの身体にはどんな仕掛けがあるのかと面白半分にヒメを斬ってしまった。
息も絶え絶えなオオゲツヒメは狭姫を呼び、「お前は末っ子で身体も小さい。形見をやるから安国へ行って暮らすがよい」と言って息を引き取った。と、見る見るうちにオオゲツヒメの遺体から五穀の種が芽生えた。狭姫は種を手にすると、そこにやって来た赤雁の背に乗って旅だった。
海を渡って疲れた赤雁が高島（現益田市）で休もうとしたところ、大山祇（オオヤマツミ）の使いの鷹が出てきて「我は肉を喰らう故、五穀の種なぞいらん」と狭姫を追い払った。続いて須津（現浜田市三隅町）の大島で休もうとしたところ鷲が出てきて同じように追い払った。
しかたなく力を振り絞った狭姫と赤雁は鎌手大浜（現益田市）の亀島で一休みして、そこから赤雁（現益田市）の天道山に降り立った。更に比礼振山（現益田市）まで進むと、周囲に種の里を開いた。神も人も喜び、狭姫を種姫と呼んであがめた。
ある日のこと、種の里を出た狭姫は巨人の足跡に出くわした。土地のものに聞くと、大山祇巨人のことだという。巨人が迫って、土地の者は逃げ出した。狭姫も逃げ惑ったが、小さい身体ゆえどうにもならない。命からがら逃げ帰った狭姫だが、巨人たちがいると安国を造ることはできないと考えた。
赤雁の背に乗って出かけた狭姫だったが、とある山に空いた大穴からいびきが聞こえてくる。「そこにいるのは誰か？」と問うと、「自ら名乗らず他人の名を訊くとは何事だ」と返ってきた。声の主はオカミ（淤加美神）といって大山祇の子だった。恐ろしくてならない狭姫だったが、勇気を振り絞って、では直接お会いしたいと強い調子で申し出ると、オカミは「我は頭が人で体が蛇だから神も人も驚いて気を失うだろう。驚かすのはよくないことだ。それより我が兄の足長土に会い給え」と言って急に調子を改めてしまう。
狭姫は考えた。オカミは雨を降らす良い神だが、大山祇巨人と足長土はどこかに追いやらなければならない。
赤雁に乗って国中駆け回った狭姫は三瓶山の麓を切り開いて巨人たちを遊ばせることを思いつく。
帰路についた狭姫は巨人の手長土に出会った。「夫はいるか？」と問うと、「かような長い手ですもの」と手長土は自らを恥た。「私も人並み外れたちびだけど、種を広める務めがある。御身にも務めがあるはず」といって、狭姫は足の長い足長土を娶せた。手の長い手長土と足の長い足長土は夫婦で力を合わせて幸せに暮らしたという。オカミは後に八幡の神と入れ替わって岡見にはいないが、今でも時化の前には大岩を鳴らして知らせてくれるという。

## 内容
乙子＝末子、狭姫＝小さな姫という意味合いでちび姫の愛称がある。益田市乙子町にある佐毘売山神社ゆかりの伝説である。サヒメの名の初出は出雲国風土記の国引き神話で、三瓶山の旧名が佐比売山である。
オオゲツヒメの死体から五穀の種が生えてきたという点でハイヌウェレ型神話に分類される。新羅のソシモリという地名も言及され、記紀神話の影響が見受けられる。
石西地方（石見の西部）から出て、石央（同中部）、石東（同東部）と進み、三瓶山に到達。島根県石見地方を西から東へ開拓していく話である。特に島根県益田市、浜田市三隅町の地名が取り込まれた地名説話でもある。また、狭姫を拒んだ高島で穀物が獲れない理由を説明する由来譚でもある。
狭姫伝説は狭姫が益田に来る前段と益田を出て三瓶に至る後段とに分けられる。前段が穀物起源譚であり悲しい調子であるのに対して後段は巨人譚であり明るい調子となっている。その点で、暗い話と明るい話が混然一体となっている。
益田市の郷土史家である矢富熊一郎は古代クシロ族の鎌手大浜からの上陸と石西、石央への移住といった伝承を取り上げ、狭姫伝説は中世には成立していたと考察している。が、江戸時代の地誌である「石見八重葎」には乙子周辺の地名説話は収録されているものの、狭姫伝説は収録されていない。文献で確実に遡ることができるのは雑誌「島根評論」石中号に収録された堀伏峰「石中遊記」に引用されている大賀周太郎「郷土の誉れ」までである。

## ゆかりの地
- 佐毘売山神社（益田市）
- 天道山城山・赤雁土居跡（益田市赤雁町）[3]
- 高島 (島根県)
- 三瓶山（島根県大田市）[4]

## 唱歌
『ハロー! この町』（下記「関連する作品」参照）という学童唱歌で狭姫伝説が取り上げられている。島根県大田市三瓶山麓を舞台にしており、狭姫の他、足長土、手長土が登場する。

## 関連書籍
- 野村純一ほか編著　『日本伝説大系 第十一巻 山陰（鳥取・島根）』　みずうみ書房、1984年、17-25頁。
- 『益田市誌 上巻』　1975年、356-361頁。
- 矢富熊一郎　『石見鎌手郷土史』　1966年。
- 矢富熊一郎　『石見高島の秘話』　益田史談会、1960年、67-74頁。
- 酒井董美・萩坂昇編著　『出雲・石見の伝説　日本の伝説48』　角川書店、1980年、246-248頁。
- 大庭良美編著　『石見の民話　第二集』　未来社、1978年、97-99頁。
- 島根県小・中学校国語教育研究会編　『島根の伝説』　日本標準、1981年、234-238頁。
- 大島幾太郎　『那賀郡史』　1970年、113-119頁。
- 木村晩翠　『随筆　石見物語（復刻版）』　白想社、1993年、230-231頁。
- 山本熊太郎編著　『江津市の歴史』　1970年。
- 白石昭臣　『畑作の民俗』　雄山閣出版、1988年。
- 田中瑩一　『伝承怪異譚――語りのなかの妖怪たち（三弥井民俗選書）』　三弥井書店、2010年。
- 石見地方未刊行資料刊行会編　『角鄣経石見八重葎』　石見地方未刊行資料刊行会、1999年。[5]
- 長尾英明『佐比売山神社考―石見の渡来部族と鉱山信仰』『郷土石見』100号、石見郷土研究懇話会、2016、23-45頁
- 堀伏峰『石中遊記』『島根評論　第１３巻中（第６号　通巻第１４１号　石中号）』島根評論社、1936
- 石村禎久「三瓶山　歴史と伝説」石村禎久、1984

## 乙子狭姫に関連する作品
- 『子どものためのミュージカル「ハロー! この町」』　佐藤万理／脚本・作詞、川崎絵都夫／作曲。
- 『さくらさひめの大しごと』　古田足日／文、福田岩緒／絵、童心社、2001年。
- 堀江宗仁・田原三千男編著　『正史「狭姫伝説」 天地悠久のロマン 益田の神話』　乙子観光協会、2014年。